# Přední mozek

Embryonální stavba mozku, červeně přední mozek

Přední mozek (prosencephalon) je část mozku zakládající se během embryonálního vývoje. Jako celek zahrnuje dvě mozkové struktury obratlovců: mezimozek (diencephalon) a koncový mozek (telencephalon). Mezimozek se skládá z mnoha částí: pretectum, epithalamus, dorzální a ventrální thalamus, hypothalamus a další. Do mezimozku přichází řada smyslových dostředivých drah. Na koncovém mozku je zřetelné zejména pallium včetně mozkových hemisfér a dále také čichové centrum bulbus olfactorius.